# Llista d'ocells del Senegal
Aquesta llista d'ocells del Senegal inclou totes les espècies d'ocells trobats al Senegal: 661, de les quals 7 es troben globalment amenaçades d'extinció.
Els ocells s'ordenen per famílies i espècies:

## Struthionidae
- Struthio camelus

## Podicipedidae
- Tachybaptus ruficollis
- Podiceps cristatus

## Procellariidae
- Pterodroma feae
- Pterodroma madeira
- Bulweria bulwerii
- Calonectris diomedea
- Puffinus gravis
- Puffinus griseus
- Puffinus puffinus
- Puffinus mauretanicus
- Puffinus assimilis

## Hydrobatidae
- Oceanites oceanicus
- Pelagodroma marina
- Hydrobates pelagicus
- Oceanodroma castro
- Oceanodroma leucorhoa

## Phaethontidae
- Phaethon aethereus

## Pelecanidae
- Pelecanus onocrotalus
- Pelecanus rufescens

## Sulidae
- Morus bassanus
- Sula leucogaster

## Phalacrocoracidae
- Phalacrocorax carbo
- Phalacrocorax africanus

## Anhingidae
- Anhinga melanogaster

## Fregatidae
- Fregata magnificens

## Ardeidae
- Ardea cinerea
- Ardea melanocephala
- Ardea goliath
- Ardea purpurea
- Ardea alba
- Egretta ardesiaca
- Egretta intermedia
- Egretta gularis
- Egretta garzetta
- Ardeola ralloides
- Bubulcus ibis
- Butorides striata
- Nycticorax nycticorax
- Gorsachius leuconotus
- Tigriornis leucolophus
- Ixobrychus minutus
- Ixobrychus sturmii
- Botaurus stellaris

## Scopidae
- Scopus umbretta

## Ciconiidae
- Mycteria ibis
- Anastomus lamelligerus
- Ciconia nigra
- Ciconia abdimii
- Ciconia episcopus
- Ciconia ciconia
- Ephippiorhynchus senegalensis
- Leptoptilos crumeniferus

## Threskiornithidae
- Threskiornis aethiopicus
- Geronticus eremita
- Bostrychia hagedash
- Plegadis falcinellus
- Platalea leucorodia
- Platalea alba

## Phoenicopteridae
- Phoenicopterus roseus
- Phoenicopterus minor

## Anatidae
- Dendrocygna bicolor
- Dendrocygna viduata
- Thalassornis leuconotus
- Alopochen aegyptiacus
- Tadorna tadorna
- Plectropterus gambensis
- Sarkidiornis melanotos
- Nettapus auritus
- Anas penelope
- Anas americana
- Anas strepera
- Anas crecca
- Anas platyrhynchos
- Anas acuta
- Anas querquedula
- Anas discors
- Anas clypeata
- Marmaronetta angustirostris
- Aythya ferina
- Aythya nyroca
- Aythya fuligula

## Pandionidae
- Pandion haliaetus

## Accipitridae
- Aviceda cuculoides
- Pernis apivorus
- Macheiramphus alcinus
- Elanus caeruleus
- Chelictinia riocourii
- Milvus migrans
- Haliaeetus vocifer
- Gypohierax angolensis
- Necrosyrtes monachus
- Neophron percnopterus
- Gyps africanus
- Gyps rueppellii
- Gyps fulvus
- Torgos tracheliotus
- Trigonoceps occipitalis
- Circaetus beaudouini
- Circaetus cinereus
- Circaetus cinerascens
- Terathopius ecaudatus
- Circus aeruginosus
- Circus cyaneus
- Circus macrourus
- Circus pygargus
- Polyboroides typus
- Kaupifalco monogrammicus
- Melierax metabates
- Micronisus gabar
- Accipiter toussenelii
- Accipiter badius
- Accipiter erythropus
- Accipiter ovampensis
- Accipiter nisus
- Accipiter melanoleucus
- Butastur rufipennis
- Buteo buteo
- Buteo rufinus
- Buteo auguralis
- Aquila rapax
- Aquila wahlbergi
- Aquila fasciatus
- Aquila spilogaster
- Aquila pennatus
- Aquila ayresii
- Polemaetus bellicosus
- Lophaetus occipitalis
- Stephanoaetus coronatus

## Sagittariidae
- Sagittarius serpentarius

## Falconidae
- Falco naumanni
- Falco tinnunculus
- Falco alopex
- Falco ardosiaceus
- Falco chicquera
- Falco vespertinus
- Falco columbarius
- Falco subbuteo
- Falco cuvierii
- Falco biarmicus
- Falco pelegrinoides
- Falco peregrinus

## Phasianidae
- Francolinus albogularis
- Francolinus ahantensis
- Francolinus bicalcaratus
- Coturnix delegorguei
- Ptilopachus petrosus

## Numididae
- Numida meleagris

## Turnicidae
- Turnix sylvatica
- Turnix hottentotta
- Ortyxelos meiffrenii

## Gruidae
- Balearica pavonina
- Grus grus

## Rallidae
- Sarothrura pulchra
- Crecopsis egregia
- Amaurornis flavirostris
- Porzana parva
- Porzana pusilla
- Porzana porzana
- Porphyrio porphyrio
- Porphyrio alleni
- Gallinula chloropus
- Gallinula angulata
- Fulica atra

## Heliornithidae
- Podica senegalensis

## Otididae
- Ardeotis arabs
- Neotis denhami
- Eupodotis senegalensis
- Eupodotis savilei
- Lissotis melanogaster

## Jacanidae
- Actophilornis africanus

## Rostratulidae
- Rostratula benghalensis

## Haematopodidae
- Haematopus moquini
- Haematopus ostralegus

## Recurvirostridae
- Himantopus himantopus
- Recurvirostra avosetta

## Burhinidae
- Burhinus vermiculatus
- Burhinus oedicnemus
- Burhinus senegalensis
- Burhinus capensis

## Glareolidae
- Pluvianus aegyptius
- Cursorius cursor
- Cursorius temminckii
- Rhinoptilus chalcopterus
- Glareola pratincola

## Charadriidae
- Vanellus vanellus
- Vanellus spinosus
- Vanellus tectus
- Vanellus albiceps
- Vanellus lugubris
- Vanellus senegallus
- Pluvialis fulva
- Pluvialis dominica
- Pluvialis apricaria
- Pluvialis squatarola
- Charadrius hiaticula
- Charadrius dubius
- Charadrius pecuarius
- Charadrius forbesi
- Charadrius marginatus
- Charadrius alexandrinus
- Charadrius leschenaultii

## Scolopacidae
- Lymnocryptes minimus
- Gallinago media
- Gallinago gallinago
- Limosa limosa
- Limosa lapponica
- Numenius phaeopus
- Numenius arquata
- Tringa erythropus
- Tringa totanus
- Tringa stagnatilis
- Tringa nebularia
- Tringa ochropus
- Tringa glareola
- Xenus cinereus
- Actitis hypoleucos
- Arenaria interpres
- Calidris canutus
- Calidris alba
- Calidris minuta
- Calidris temminckii
- Calidris bairdii
- Calidris ferruginea
- Calidris alpina
- Limicola falcinellus
- Tryngites subruficollis
- Philomachus pugnax
- Phalaropus lobatus
- Phalaropus fulicarius

## Stercorariidae
- Stercorarius skua
- Stercorarius pomarinus
- Stercorarius parasiticus
- Stercorarius longicaudus

## Laridae
- Larus canus
- Larus audouinii
- Larus delawarensis
- Larus dominicanus
- Larus fuscus
- Larus cachinnans
- Larus cirrocephalus
- Larus ridibundus
- Larus genei
- Larus philadelphia
- Larus melanocephalus
- Larus atricilla
- Larus pipixcan
- Larus minutus
- Xema sabini
- Rissa tridactyla

## Sternidae
- Sterna nilotica
- Sterna caspia
- Sterna bengalensis
- Sterna sandvicensis
- Sterna maxima
- Sterna dougallii
- Sterna hirundo
- Sterna paradisaea
- Sterna albifrons
- Sterna anaethetus
- Sterna fuscata
- Chlidonias hybridus
- Chlidonias leucopterus
- Chlidonias niger
- Anous minutus
- Anous stolidus

## Rynchopidae
- Rynchops flavirostris

## Pteroclidae
- Pterocles exustus
- Pterocles lichtensteinii
- Pterocles quadricinctus

## Columbidae
- Columba livia
- Columba guinea
- Streptopelia turtur
- Streptopelia roseogrisea
- Streptopelia decipiens
- Streptopelia semitorquata
- Streptopelia vinacea
- Streptopelia senegalensis
- Turtur abyssinicus
- Turtur afer
- Turtur tympanistria
- Oena capensis
- Treron waalia
- Treron calva

## Psittacidae
- Psittacula krameri
- Poicephalus robustus
- Poicephalus senegalus

## Musophagidae
- Tauraco persa
- Musophaga violacea
- Crinifer piscator

## Cuculidae
- Clamator jacobinus
- Clamator levaillantii
- Clamator glandarius
- Cuculus solitarius
- Cuculus clamosus
- Cuculus canorus
- Cuculus gularis
- Chrysococcyx klaas
- Chrysococcyx cupreus
- Chrysococcyx caprius
- Ceuthmochares aereus
- Centropus grillii
- Centropus leucogaster
- Centropus monachus
- Centropus senegalensis

## Tytonidae
- Tyto alba

## Strigidae
- Otus senegalensis
- Otus scops
- Ptilopsis leucotis
- Bubo bubo
- Bubo ascalaphus
- Bubo cinerascens
- Bubo lacteus
- Scotopelia peli
- Strix woodfordii
- Glaucidium perlatum
- Asio flammeus
- Asio capensis

## Caprimulgidae
- Caprimulgus ruficollis
- Caprimulgus europaeus
- Caprimulgus aegyptius
- Caprimulgus eximius
- Caprimulgus nigriscapularis
- Caprimulgus pectoralis
- Caprimulgus inornatus
- Caprimulgus tristigma
- Caprimulgus climacurus
- Macrodipteryx vexillarius
- Macrodipteryx longipennis

## Apodidae
- Telacanthura ussheri
- Cypsiurus parvus
- Tachymarptis melba
- Tachymarptis aequatorialis
- Apus apus
- Apus pallidus
- Apus affinis
- Apus caffer

## Coliidae
- Urocolius macrourus

## Alcedinidae
- Alcedo atthis
- Alcedo quadribrachys
- Alcedo cristata
- Ispidina picta
- Halcyon leucocephala
- Halcyon senegalensis
- Halcyon malimbica
- Halcyon chelicuti
- Megaceryle maximus
- Ceryle rudis

## Meropidae
- Merops bulocki
- Merops pusillus
- Merops hirundineus
- Merops albicollis
- Merops orientalis
- Merops persicus
- Merops apiaster
- Merops nubicus

## Coraciidae
- Coracias garrulus
- Coracias abyssinica
- Coracias naevia
- Coracias cyanogaster
- Eurystomus glaucurus
- Eurystomus gularis

## Upupidae
- Upupa epops

## Phoeniculidae
- Phoeniculus purpureus
- Phoeniculus bollei
- Rhinopomastus aterrimus

## Bucerotidae
- Tockus erythrorhynchus
- Tockus fasciatus
- Tockus nasutus
- Ceratogymna fistulator
- Ceratogymna elata
- Bucorvus abyssinicus

## Capitonidae
- Pogoniulus atroflavus
- Pogoniulus subsulphureus
- Pogoniulus bilineatus
- Pogoniulus chrysoconus
- Tricholaema hirsuta
- Lybius vieilloti
- Lybius dubius

## Indicatoridae
- Indicator maculatus
- Indicator indicator
- Indicator minor
- Indicator exilis
- Prodotiscus insignis

## Picidae
- Jynx torquilla
- Campethera punctuligera
- Campethera abingoni
- Campethera maculosa
- Campethera nivosa
- Dendropicos elachus
- Dendropicos fuscescens
- Dendropicos goertae
- Dendropicos obsoletus

## Passeriformes
- Mirafra cantillans
- Mirafra cordofanica
- Mirafra rufocinnamomea
- Pinarocorys erythropygia
- Eremopterix leucotis
- Eremopterix nigriceps
- Alaemon alaudipes
- Ramphocoris clotbey
- Calandrella brachydactyla
- Galerida cristata
- Galerida modesta

## Hirundinidae
- Riparia riparia
- Riparia paludicola
- Pseudhirundo griseopyga
- Ptyonoprogne rupestris
- Ptyonoprogne fuligula
- Hirundo rustica
- Hirundo lucida
- Hirundo aethiopica
- Hirundo smithii
- Hirundo leucosoma
- Cecropis abyssinica
- Cecropis semirufa
- Cecropis senegalensis
- Cecropis daurica
- Delichon urbica
- Psalidoprocne obscura

## Motacillidae
- Motacilla alba
- Motacilla aguimp
- Motacilla flava
- Motacilla cinerea
- Macronyx croceus
- Anthus leucophrys
- Anthus campestris
- Anthus similis
- Anthus trivialis
- Anthus cervinus

## Campephagidae
- Coracina pectoralis
- Campephaga phoenicea

## Pycnonotidae
- Pycnonotus barbatus
- Andropadus virens
- Andropadus gracilirostris
- Andropadus latirostris
- Chlorocichla flavicollis
- Thescelocichla leucopleura
- Phyllastrephus scandens
- Phyllastrephus albigularis
- Bleda canicapilla
- Nicator chloris
- Criniger calurus
- Criniger olivaceus

## Turdidae
- Monticola saxatilis
- Monticola solitarius
- Turdus olivaceus
- Turdus pelios
- Turdus philomelos
- Alethe diademata

## Cisticolidae
- Cisticola erythrops
- Cisticola cantans
- Cisticola lateralis
- Cisticola ruficeps
- Cisticola galactotes
- Cisticola natalensis
- Cisticola brachypterus
- Cisticola rufus
- Cisticola juncidis
- Cisticola aridulus
- Cisticola eximius
- Prinia subflava
- Prinia fluviatilis
- Prinia erythroptera
- Spiloptila clamans
- Hypergerus atriceps
- Camaroptera brachyura
- Camaroptera chloronota

## Sylviidae
- Bathmocercus cerviniventris
- Melocichla mentalis
- Locustella naevia
- Locustella luscinioides
- Acrocephalus paludicola
- Acrocephalus schoenobaenus
- Acrocephalus scirpaceus
- Acrocephalus baeticatus
- Acrocephalus arundinaceus
- Acrocephalus rufescens
- Hippolais pallida
- Hippolais opaca
- Hippolais polyglotta
- Hippolais icterina
- Eremomela icteropygialis
- Eremomela pusilla
- Sylvietta virens
- Sylvietta brachyura
- Hylia prasina
- Phylloscopus trochilus
- Phylloscopus collybita
- Phylloscopus bonelli
- Phylloscopus sibilatrix
- Hyliota flavigaster
- Sylvia atricapilla
- Sylvia borin
- Sylvia communis
- Sylvia curruca
- Sylvia nisoria
- Sylvia hortensis
- Sylvia cantillans
- Sylvia melanocephala
- Sylvia conspicillata

## Muscicapidae
- Bradornis pallidus
- Melaenornis edolioides
- Fraseria cinerascens
- Muscicapa striata
- Muscicapa ussheri
- Muscicapa aquatica
- Myioparus plumbeus
- Ficedula hypoleuca
- Ficedula albicollis
- Ficedula parva
- Luscinia megarhynchos
- Luscinia svecica
- Cossypha niveicapilla
- Cossypha albicapilla
- Cercotrichas galactotes
- Cercotrichas minor
- Cercotrichas podobe
- Phoenicurus ochruros
- Phoenicurus phoenicurus
- Saxicola rubetra
- Saxicola torquata
- Oenanthe leucopyga
- Oenanthe oenanthe
- Oenanthe hispanica
- Oenanthe deserti
- Oenanthe isabellina
- Cercomela familiaris
- Myrmecocichla aethiops
- Myrmecocichla nigra
- Myrmecocichla albifrons
- Thamnolaea cinnamomeiventris

## Platysteiridae
- Platysteira cyanea
- Batis senegalensis

## Monarchidae
- Elminia longicauda
- Terpsiphone rufiventer
- Terpsiphone viridis

## Timaliidae
- Illadopsis rufescens
- Illadopsis puveli
- Illadopsis fulvescens
- Turdoides fulvus
- Turdoides reinwardtii
- Turdoides plebejus
- Phyllanthus atripennis

## Paridae
- Melaniparus guineensis

## Certhiidae
- Salpornis spilonotus

## Remizidae
- Anthoscopus punctifrons
- Anthoscopus parvulus

## Nectariniidae
- Anthreptes gabonicus
- Anthreptes longuemarei
- Hedydipna collaris
- Hedydipna platura
- Cyanomitra verticalis
- Cyanomitra olivacea
- Cyanomitra obscura
- Chalcomitra adelberti
- Chalcomitra senegalensis
- Chalcomitra hunteri
- Cinnyris chloropygius
- Cinnyris pulchellus
- Cinnyris coccinigaster
- Cinnyris johannae
- Cinnyris venustus
- Cinnyris cupreus

## Zosteropidae
- Zosterops senegalensis

## Oriolidae
- Oriolus oriolus
- Oriolus auratus

## Laniidae
- Lanius isabellinus
- Lanius meridionalis
- Lanius senator
- Corvinella corvina

## Malaconotidae
- Nilaus afer
- Dryoscopus gambensis
- Dryoscopus senegalensis
- Tchagra senegala
- Laniarius turatii
- Laniarius aethiopicus
- Laniarius barbarus
- Telophorus sulfureopectus
- Malaconotus blanchoti

## Prionopidae
- Prionops plumatus

## Dicruridae
- Dicrurus ludwigii
- Dicrurus adsimilis

## Corvidae
- Ptilostomus afer
- Corvus albus
- Corvus ruficollis

## Sturnidae
- Lamprotornis chalybaeus
- Lamprotornis chloropterus
- Lamprotornis chalcurus
- Lamprotornis splendidus
- Lamprotornis purpureus
- Lamprotornis caudatus
- Lamprotornis pulcher
- Cinnyricinclus leucogaster
- Onychognathus neumanni
- Buphagus africanus

## Ploceidae
- Bubalornis albirostris
- Sporopipes frontalis
- Plocepasser superciliosus
- Ploceus pelzelni
- Ploceus luteolus
- Ploceus nigricollis
- Ploceus aurantius
- Ploceus heuglini
- Ploceus vitellinus
- Ploceus cucullatus
- Ploceus melanocephalus
- Pachyphantes superciliosus
- Malimbus nitens
- Anaplectes rubriceps
- Quelea erythrops
- Quelea quelea
- Euplectes afer
- Euplectes hordeaceus
- Euplectes franciscanus
- Euplectes macrourus
- Euplectes ardens
- Amblyospiza albifrons

## Estrildidae
- Nigrita bicolor
- Nesocharis capistrata
- Pytilia phoenicoptera
- Pytilia melba
- Pyrenestes sanguineus
- Spermophaga haematina
- Euschistospiza dybowskii
- Lagonosticta rufopicta
- Lagonosticta senegala
- Lagonosticta rara
- Lagonosticta rubricata
- Lagonosticta landanae
- Lagonosticta virata
- Lagonosticta larvata
- Uraeginthus bengalus
- Estrilda caerulescens
- Estrilda melpoda
- Estrilda troglodytes
- Sporaeginthus subflavus
- Ortygospiza atricollis
- Euodice cantans
- Spermestes cucullatus
- Spermestes bicolor
- Spermestes fringilloides
- Amadina fasciata

## Viduidae
- Vidua chalybeata
- Vidua nigeriae
- Vidua wilsoni
- Vidua camerunensis
- Vidua macroura
- Vidua orientalis

## Emberizidae
- Emberiza hortulana
- Emberiza striolata
- Emberiza tahapisi
- Emberiza flaviventris
- Emberiza affinis
- Emberiza calandra

## Fringillidae
- Fringilla montifringilla
- Carduelis cannabina
- Serinus leucopygius
- Serinus mozambicus

## Passeridae
- Passer domesticus
- Passer griseus
- Passer luteus
- Petronia pyrgita
- Petronia dentata[1]